# Zygmunt Wiśniewski (inżynier)
Zygmunt Wiśniewski (ur. 4 lutego 1901) – polski inżynier.

## Życiorys
W latach międzywojennych pracował jako pomocnik kancelaryjny Ministerstwa Komunikacji. Od 1 lipca 1949 do połowy 1951 był redaktorem „Przeglądu Komunikacyjnego”. Był pracownikiem naukowym Politechniki Warszawskiej: w roku akademickim 1956/1967 pełnił funkcję zastępcy profesora – kierownika Katedry i Zakładu Eksploatacji Kolei na Wydziale Komunikacji oraz był kierownikiem studium zaocznego na tym wydziale. Jako docent doktor inżynier był pracownikiem naukowym oraz od 1962 do 1973 kierownikiem Katedry Konstrukcji Żelbetowych i Technologii Betonu na Wydziale Inżynierii Lądowej Szkoły Inżynierskiej w Szczecinie. W 1965 uzyskał stopień naukowy doktora habilitowanego na podstawie pracy: Funkcja skurczu i pełzania betonu w teoriach i warunkach konstrukcji z betonu.

## Ordery i odznaczenia
- Krzyż Oficerski Orderu Odrodzenia Polski (20 lipca 1946)[9]

- Brązowy Krzyż Zasługi (dwukrotnie: 11 listopada 1936)[2][3]
- Medal 10-lecia Polski Ludowej (19 stycznia 1955)[10]